# شيرينغ بلاو
شيرينغ بلاو (بالإنجليزية: Schering-Plough)‏ كانت شركة دوائية مقرها في الولايات المتحدة.
أسسها إرنست كريستيان فريدريش شيرينغ تحت اسم شيرينغ في ألمانيا عام 1851. وفي عام 1971، اندمجت مع شركة بلاو التي أسسها أبي بلاو عام 1908 ليكونا شيرينغ بلاو. وفي 4 تشرين الثاني 2009 اندمجت مع ميرك آند كو.
كانت شيرينغ بلاو تمتلك وتشغل ماركة للعناية بالقدمين تسمى دكتور شولز (بالإنجليزية: Dr. Scholl's)‏ وخط العناية بالجلد في كوبرتون لكنها أصبحت حاليا مملوكة لشركة باير.
شيرينغ بلاو عضو في الاتحاد الأوروبي للصناعات والجمعيات الصيدلانية وما تزال شركة ميرك تحافظ على هذه العضوية.